# 大牟田市立大牟田中央小学校
大牟田市立大牟田中央小学校（おおむたしりつ おおむたちゅうおうしょうがっこう）は、福岡県大牟田市に所在する公立小学校。

## 概要
2016年に大牟田小学校と上官小学校が統廃合して開校した。児童数は2018年時点で419人。
2017年10月に県内で発生した発砲事件を受け、大牟田商工会議所女性会と大牟田警察署の合議の上、11月に開催された女性会のチャリティーパーティーの収益金の一部が大牟田中央小学校への防犯カメラの寄贈に回された。このことにより、大牟田中央小学校は大牟田市内で初めて防犯カメラが設置された小学校となった。

## 所在地
- 福岡県大牟田市笹林町1丁目1番地3

## 通学区域
- 西宮浦（にしみやうら）町
- 東宮浦（ひがしみやうら）町
- 上官（じょうかん）町1～4丁目
- 宮坂（みやさか）町
- 七浦（ななうら）町
- 三坑（さんこう）町
- 花園（はなぞの）町
- 宮山（みややま）町
- 真道寺（しんどうじ）町
- 黄金（こがね）町1丁目の一部
- 不知火（しらぬひ）町1～3丁目
- 浄真（じょうしん）町
- 宝坂（たからざか）町1・2丁目
- 一浦（いちのうら）町
- 正山（しょうざん）町
- 昭和（しょうわ）町
- 原山（はらやま）町
- 築（ちく）町
- 上（かみ）町1～2丁目
- 有明（ゆうめい）町1～2丁目
- 常盤（ときわ）町
- 松浦（まつうら）町
- 笹林（ささばやし）町1・2丁目
- 左古（さこ）町
- 山上（やまのうえ）町
- 一本（いっぽん）町
- 東泉（ひがしいずみ）町
- 曙（あけぼの）町
- 出雲（いずも）町
- 谷（たに）町
- 泉（いずみ）町
- 旭（あさひ）町1～3丁目
- 栄町1・2丁目[3]

なお、「町」はすべて「まち」と読む。 また、東宮浦町・三坑町・東泉町は三井化学大牟田工場などの工業用地となっており、定住人口は0人である。

## 周辺
- 鹿児島本線・西鉄天神大牟田線 - 大牟田駅
- 大牟田市役所
- 大牟田郵便局
- 大牟田警察署
- 大牟田市立病院
- 延命公園
  - 大牟田市動物園
  - 大牟田市延命球場
- ゆめタウン大牟田